# Удлинённый заряд
Удлинённый заряд — заряд взрывчатого вещества (ВВ) удлинённой формы (соотношение длины к поперечному сечению 5:1 и более).

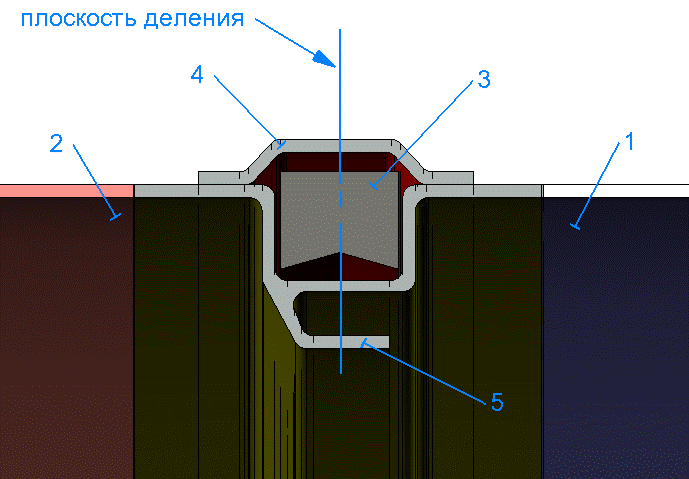
Удлинённый кольцевой заряд, применяемый для деления ступеней ракеты (пирошпангоут).На рисунке отмечены: 1-первая ступень; 2-вторая ступень; 3-ВВ; 4- внешнее кольцо закрывающее ВВ; 5- подрываемый (разрезаемый) силовой элемент.

В зависимости от назначения удлинённые заряды могут быть:
- кумулятивными
- фугасными

## История
Гильомом Пиобером были предложены удлинённые заряды и способ пробивания бреши.

## Кумулятивные удлинённые заряды
Применяются для перебивания (перерезания) металлических конструкций.

### Кольцевые кумулятивные заряды (пирошпангоуты)
В ракетостроении получили широкое распространение кольцевые кумулятивные заряды (пирошпангоуты), применяемые для деления ступеней ракеты. Использование пирошпангоутов в конструкции существенно улучшает массо-габаритные характеристики ракеты.

## Фугасные удлинённые заряды
Применяются для разрушения металлических, железобетонных, деревянных конструкций, подрывания грунта и проделывания проходов в минных полях взрывным способом (заряды разминирования).

### Удлинённые заряды разминирования
Удлинённые заряды разминирования имеют массу ВВ от сотен грамм (для проделывания проходов-троп в противопехотных минных полях) до нескольких килограмм на погонный метр длины (для устройства проходов в противотанковых минных полях).
Заряды в зависимости от типа подаются на минные поля танком, пороховыми реактивными двигателями или вручную.
Первым советским удлиненным зарядом с реактивными двигателями стал УЗ-3Р. Его требовалось привезти на грузовике, собрать из секций трубчатую ферму длиной 100 м, а затем запустить. В 1968 году на вооружение поступила машина УР-67 с пусковыми установками для запуска удлинённых зарядов. У Армии США имеется аналогичная машина M1 Assault Breacher Vehicle на базе танка M1 «Абрамс», также имеется заряд M58 MICLIC, который размещается либо на прицепе, либо на корпусе различных инженерных машин.